# Pendung Hilir (Air Hangat)
Pendung Hilir is een bestuurslaag in het regentschap Kerinci van de provincie Jambi, Indonesië. Pendung Hilir telt 1066 inwoners (volkstelling 2010).